# Козополянский
Козополя́нский (адыг. Козополяновскэр) — хутор в Гиагинском муниципальном районе Республики Адыгея России. Входит в Сергиевское сельское поселение.

## География
Хутор расположен в юго-восточной части Гиагинского района, на левом берегу реки Фарс. Находится в 6 км к югу от центра сельского поселения села Сергиевского, в 40 км к юго-востоку от районного центра станицы Гиагинской и в 28 км к северо-востоку от города Майкопа.
Площадь хутора составляет 0,24 км2, на которые приходятся 0,16 % от площади сельского поселения.
Расположен на Закубанской наклонной равнине, в переходной от равнинной в предгорную зоне республики. Средние высоты на территории хутора составляют около 184 метров над уровнем моря. Рельеф местности представляет собой волнистую равнину, имеющий общий уклон с юго-запада на северо-восток, с холмистыми и курганными возвышенностями. Долина реки Фарз изрезана балками и понижениями.
Климат мягкий умеренный. Среднегодовая температура воздуха положительная и составляет +11,5°С. Среднемесячная температура воздуха в июле достигает +23,0°С. Среднемесячная температура января составляет 0°С. Среднегодовое количество осадков составляет 740 мм. Основная часть осадков выпадает в период с мая по июль.

## Население
| 2002 | 2010 | 2013 | 2014 | 2015 | 2016 | 2017 |
| ---- | ---- | ---- | ---- | ---- | ---- | ---- |
| 64   | ↗77  | ↘67  | →67  | ↗69  | ↘66  | ↗76  |
| 2018 | 2019 | 2020 | 2021 | 2023 | 2024 |      |
| →76  | →76  | ↗82  | ↘78  | ↗81  | ↗82  |      |

Плотность 341.67 чел./км2.
Национальный состав
По данным Всероссийской переписи населения 2010 года:
| Народ   | Численность, чел. | Доля от всего населения, % |
| ------- | ----------------- | -------------------------- |
| русские | 47                | 61,0 %                     |
| армяне  | 9                 | 11,7 %                     |
| грузины | 9                 | 11,7 %                     |
| другие  | 12                | 15,6 %                     |
| всего   | 77                | 100 %                      |

Мужчины — 33 чел. (42,9 %). Женщины — 44 чел. (57,1 %).

## Инфраструктура
Ближайшие объекты социальной инфраструктуры (школа, детский сад, фельдшерско-акушерский пункт) расположены на хуторе Тамбовском.

## Улицы
На хуторе всего две улицы: Лесная и Первомайская.